# سی‌وی‌سی کپیتال
سی‌وی‌سی کپیتال (به انگلیسی: CVC Capital) شرکت خدمات مالی آمریکایی-بریتانیایی است، که در زمینه مبادلات سهام اختصاصی، ارائه خدمات مدیریت سرمایه و مدیریت دارایی فعالیت می‌کند.
ریشه‌های تأسیس این شرکت به ۱۹۶۸ بازمی‌گردد، که گروه بانکداری آمریکایی سیتی‌گروپ، اقدام به راه‌اندازی بازوی مدیریت سرمایه‌گذاری، جهت تمرکز بر بخش سرمایه‌گذاری‌هایی خطرپذیر خود نمود. شرکت سی‌وی‌سی کپیتال در سال ۱۹۸۱ از ادغام این بخش از گروه سیتی، با شرکت سیتی‌کورپ اروپا تشکیل شد. این شرکت هم‌اکنون مالکیت سهام بیش از ۲۵۰ شرکت فعال در صنایع گوناگون را در اختیار دارد. دفاتر مرکزی شرکت سی‌وی‌سی در شهرهای لندن و لوکزامبورگ سیتی مستقر می‌باشند.